# УС-П
УС-П (скороч. від рос. Управляемый Спутник — Пасивний — укр. Керований супутник — Пасивний, індекс ГРАУ 17Ф17) — серія радянських супутників радіотехнічної розвідки. УС-П, а пізніше модернізовані УС-ПУ, разом із супутниками радіолокаційної розвідки УС-А є орбітальним елементом орбітального угруповання системи морської космічної розвідки і цілевказівки «Легенда».

## Особливості конструкції і проектування
Супутник УС-П розроблений в 1960-х роках у конструкторському бюро ДКБ-52 Володимира Миколайовича Челомея. У 1970-1990-х роках супутники вироблялися ленінградським виробничим об'єднанням «Арсенал».
Супутник являє собою комплекс радіотехнічної розвідки, створений для виявлення і пеленгування об'єктів, які здійснюють електромагнітне випромінювання. Космічний апарат має високоточну тривісну систему орієнтації і стабілізації в просторі. Джерело живлення — сонячна батарея, в поєднанні з хімічним акумулятором. Багатофункціональна рідинна ракетна установка забезпечує стабілізацію космічного апарата і корекцію висоти його орбіти. Для виведення КА на навколоземну орбіту використовується ракета-носій «Циклон-2». Маса космічного апарата — 3300 кг, середнє значення висоти робочої орбіти — 400 км, нахил орбіти — 65°.
Космічний апарат був прийнятий на озброєння ВМФ СРСР у 1978 році. Перший супутник цієї серії «Космос-699» був запущений 24 грудня 1974 року. Після розпаду СРСР в збройних силах Росії система використовувалася обмежено: всього у 1994–2006 роках запущено сім супутників, останній з них — «Космос-2421» був запущений 25 червня 2006 року і, за даними НАСА, припинив існування 14 березня 2007 року.

## Список запусків супутників УС-П (УС-ПУ) в 1994–2006 роках
- 3 листопада 1994 — «Космос-2293», зійшов з орбіти 13 травня 1996.
- 8 червня 1995 — «Космос-2313».
- 20 грудня 1995 — «Космос-2326», мав на борту наукову апаратуру «Конус-А» для дослідження сплесків космічного гамма-випромінювання за міжнародною програмою «Конус — WIND», припинив роботу 8 листопада 2007 року.
- 11 грудня 1996 — «Космос-2335», завершив роботу 23 грудня 1998 року.
- 21 грудня 2001 — «Космос-2383», припинив роботу в 20 березня 2004 року.
- 28 травня 2004 — «Космос-2405» («Космос-2407»), припинив роботу в квітні 2006 року.
- 25 червня 2006 — «Космос-2421», після виведення на орбіту одна з сонячних батарей не розкрилася, через що супутник не зміг використовуватися за призначенням. За даними НАСА 14 березня 2007 року супутник розпався на 300 уламків.